# Этет (Вайоминг)
Этет (англ. Ethete, Wyoming) — статистически обособленная местность, расположенная в округе Фримонт (штат Вайоминг, США) с населением в 1455 человек по статистическим данным переписи 2000 года.

## География
По данным Бюро переписи населения США, статистически обособленная местность Этет имеет общую площадь в 83,92 квадратных километров, водных ресурсов в черте населённого пункта не имеется.
Статистически обособленная местность Этет расположена на высоте 1632 метров над уровнем моря.

## Демография
По данным переписи населения 2000 года, в местности Этет проживало 1455 человек, 298 семей, насчитывалось 342 домашних хозяйств и 367 жилых домов. Средняя плотность населения составляла около 17,3 человек на один квадратный километр. Расовый состав Этет по данным переписи распределился следующим образом: 4,95 % — белых, 94,23 % — коренных американцев, 0,07 % — азиатов, 0,69 % — представителей смешанных рас, 0,07 % — других народностей. Испаноговорящие составили 2,06 % от всех жителей статистически обособленной местности.
Из 342 домашних хозяйств в — воспитывали детей в возрасте до 18 лет, представляли собой совместно проживающие супружеские пары, в семей женщины проживали без мужей, не имели семей. 11,4 % от общего числа семей на момент переписи жили самостоятельно, при этом 1,8 % составили одинокие пожилые люди в возрасте 65 лет и старше. Средний размер домашнего хозяйства составил 4,25 человек, а средний размер семьи — 4,49 человек.
Население статистически обособленной местности по возрастному диапазону по данным переписи 2000 года распределилось следующим образом: 40,5 % — жители младше 18 лет, 12,4 % — между 18 и 24 годами, 24,8 % — от 25 до 44 лет, 17,3 % — от 45 до 64 лет и — в возрасте 65 лет и старше. Средний возраст жителей составил 23 года. На каждые 100 женщин в местности Этет приходилось мужчин, при этом на каждые сто женщин 18 лет и старше приходилось мужчин также старше 18 лет.
Средний доход на одно домашнее хозяйство в статистически обособленной местности составил 24 130 долларов США, а средний доход на одну семью — 24 762 доллара. При этом мужчины имели средний доход в 22 411 долларов США в год против 25 179 долларов среднегодового дохода у женщин. Доход на душу населения в статистически обособленной местности составил 7129 долларов в год. 33,9 % от всего числа семей в округе и 34,4 % от всей численности населения находилось на момент переписи населения за чертой бедности, при этом 42,0 % из них были моложе 18 лет и 29,6 % — в возрасте 65 лет и старше